# 독일 공산당 (1968년)
독일 공산당(독일어: Deutsche Kommunistische Partei)은 1968년에 설립된 독일의 공산당이다. 1946년 독일 공산당은 독일 사회민주당을 통합하고 독일 사회주의통일당을 결성했으며, 독일 공산당 서독 지부는 1956년에 서독 정부에 의해 강제 해산되었다. 이 정당은 독일 공산당 서독 지부의 후계자로 간주된다. 1998년 독일 공산당은 그리스 공산당 주도의 공산당-노동자당 국제회의 공동선언문을 발표하고 매년 공산당-노동자당 국제회의에 참가한다.

## 같이 보기
- 독일 공산당 (1919년)